# フォーミダブル級戦艦
フォーミダブル級戦艦 (Formidable class battleship) はイギリス海軍の前弩級戦艦。マジェスティック級、カノーパス級の後続にあたる。

## 概要

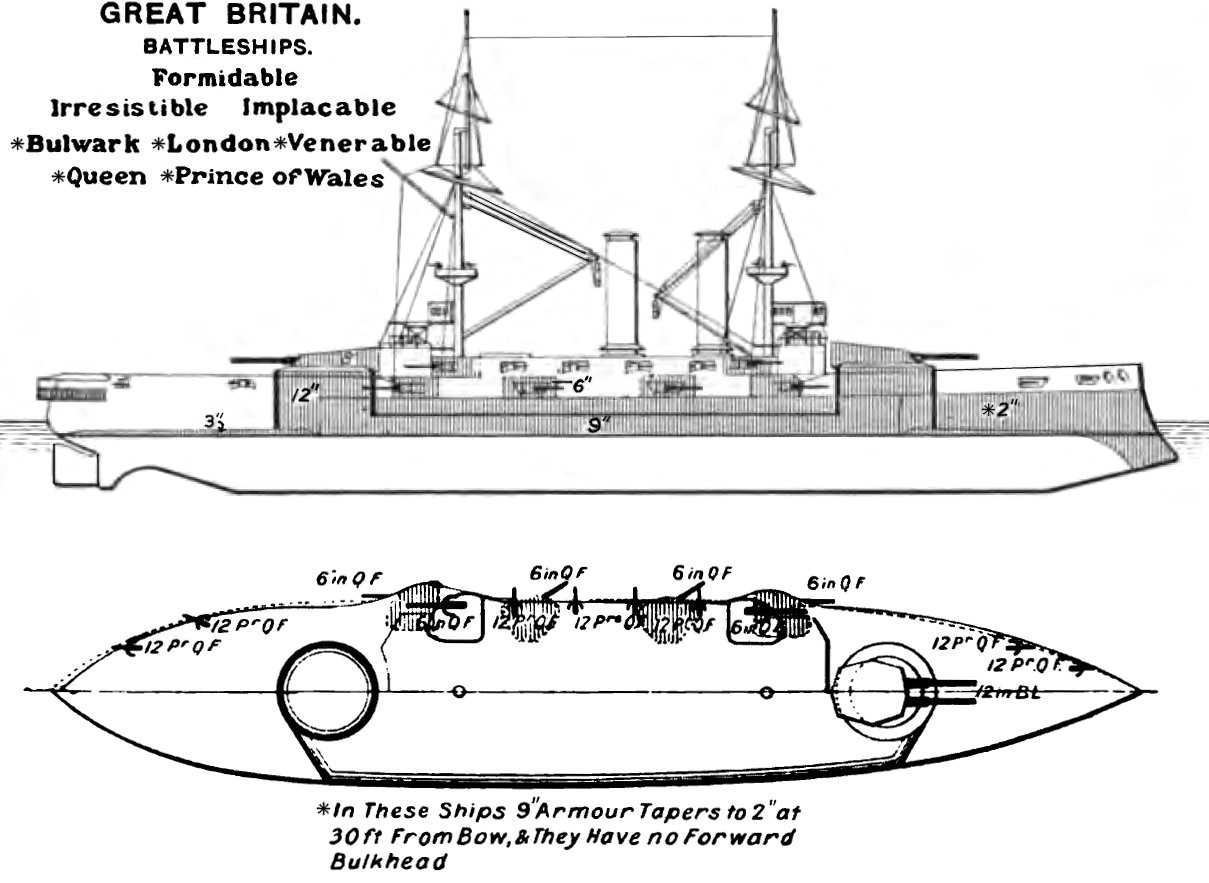
フォーミダブル級の武装・装甲配置を示した図。

1901年から1904年にかけて「フォーミダブル」、「イレジスティブル」、「インプラカブル」、「ロンドン」、「ブルワーク」、「ヴェネラブル」、「クイーン」及び「プリンス・オブ・ウェールズ」の8隻が竣工した。
「ロンドン」以降の5艦は装甲甲板の厚さが12.7ミリ薄くなっており、ロンドン級戦艦と分類される場合もある。その場合のフォーミダブル級戦艦は前3艦を指す。後に「ドレッドノート」の就役もあって陳腐化した。
第一次世界大戦では地中海に配備され、ガリポリの戦いに投入されている。大戦では「フォーミダブル」がドイツ軍潜水艦の雷撃により沈没、「イレジスティブル」が触雷沈没し、「ブルワーク」は爆発事故で失われた。
大戦を生き残った艦は1918年に退役し、1921年11月までに売却・解体された。

## 参考図書
- 「世界の艦船増刊第30集　イギリス戦艦史」(海人社)
- 門田充弘ほか『世界の艦艇 完全カタログ』コスミック出版、2019年7月25日。ISBN 978-4-7747-8657-5。